# Federica (album)
Federica è il primo album in studio della cantante italiana Federica Carta, pubblicato il 19 maggio 2017 dalla Universal Music Italia.

## Descrizione
Uscito durante la partecipazione di Federica alla sedicesima edizione del talent show Amici di Maria De Filippi, il disco è costituito da nove brani di cui Federica è anche autrice, molti dei quali proposti dal vivo durante la trasmissione.

## Successo commerciale
Il disco ha ottenuto un immediato successo esordendo al terzo posto della classifica FIMI Album. Federica è stato certificato disco di platino dalla Federazione Industria Musicale Italiana, per aver raggiunto la somma delle 50 000 copie vendute.

## Tracce
1. Ti avrei voluto dire – 3:06 (testo: Rosario Canale, Rory Di Benedetto, Alfio Roberto Pulitano e Mauro Strano – musica: Rosario Canale, Rory Di Benedetto, Alfio Roberto Pulitano)
2. Se ancora c'è – 4:03 (testo: Elisa Toffoli e Roberto Casalino – musica: Elisa Toffoli)
3. Dopotutto – 3:48 (testo: Federica Abbate e Gianclaudia Franchini – musica: Federica Abbate, Gianclaudia Franchini e Luca Serpenti)
4. Forte e chiaro – 2:59 (Federica Camba e Daniele Coro)
5. Lo sbaglio migliore – 3:55 (Federica Camba e Daniele Coro)
6. Sconfinata eternità – 3:36 (Federica Camba e Daniele Coro)
7. People Talk to Me – 4:06 (testo: Federica Carta e Stefano Borzi – musica: Federica Carta)
8. Mai così felice – 3:21 (Federica Abbate e Gianclaudia Franchini)
9. Attraversando gli anni – 3:13 (testo: Daniele Conti e Federico Fabiano – musica: Federica Carta. Daniele Conti e Federico Fabiano)

## Classifiche

### Classifiche settimanali
| Classifica (2017) | Posizione massima |
| ----------------- | ----------------- |
| Italia            | 3                 |

### Classifiche di fine anno
| Classifica (2017) | Posizione |
| ----------------- | --------- |
| Italia            | 24        |